# Matías Dituro
Matías Ezequiel Dituro Curto (Bigand, 8 de maio de 1987) é um futebolista argentino que atua como goleiro. Defende atualmente o Elche.

## Carreira
Formado na base do Independiente de Bigand, Dituro jogou por vários clubes da Argentina e também o Bolivia e Chile.

### Universidad Católica
Depois de passar por Bolívar, foi apresentado como um novo reforço da Universidad Católica em 2018. Após a volta dos longos torneios, Universidad Católica foi campeão da Campeonato Chileno de Futebol de 2018 e da Supercopa de Chile 2019.
Em 2019 foi campeão da Campeonato Chileno 2019. Em 10 de fevereiro de 2021, pela penúltima data, Universidad Católica conquistou da Campeonato Chileno 2020 e posteriormente foi campeão da Supercopa de Chile 2020. No final de 2021, Universidad Católica foi coroada tetracampeã do torneio nacional, após vencer as edições 2018, 2019, 2020 e 2021.

### Celta de Vigo
Em julho de 2021, foi emprestado ao Celta de Vigo.

## Títulos
Universidad Católica
- Campeonato Chileno: 2018, 2019, 2020, 2021
- Supercopa de Chile: 2019, 2020

Club Bolívar
- Campeonato Boliviano: 2017-AP; 2017-CL

### Prêmios individuais
- Melhor goleiro da Campeonato Chileno (Diario El País): 2018
- Equipe ideal da Campeonato Chileno: 2018
- Melhor jogador da Campeonato Chileno (Revista El Gráfico Chile - ANFP): 2020[7]
- Melhor goleiro da Campeonato Chileno (La Tercera): 2020[8][9]
- Melhor melhor jogador estrangeiro da Campeonato Chileno: (Revista El Gráfico Chile - ANFP: 2020[7]
- Equipe ideal da Campeonato Chileno: 2020[7]